# John Muir (Fußballspieler)
John Muir (Lebensdaten unbekannt) war ein schottischer Fußballspieler.

## Karriere
John Muir spielte in seiner Fußballkarriere zwischen 1885 und 1891 für die Glasgow Rangers. Sein Debüt gab er am 12. September 1885 bei einer 0:1-Niederlage gegen den FC Clyde in der 1. Runde des Scottish FA Cup 1885/86. Ab 1890 spielten die Rangers in der neu gegründeten Scottish Football League. Muir absolvierte in der Saison 1890/91 acht Ligaspiele. Die Saison schloss das Team als Schottischer Meister ab.

## Erfolge
mit den Glasgow Rangers
- Schottischer Meister (1): 1891